# Pachycrepoideus vindemmiae
Pachycrepoideus vindemmiae is een vliesvleugelig insect uit de familie Pteromalidae. De wetenschappelijke naam is voor het eerst geldig gepubliceerd in 1875 door Camillo Róndani.